# Notomys longicaudatus
Notomys longicaudatus — вимерлий вид мишоподібних гризунів родини мишеві (Muridae). Вид відомий по 30 екземплярах, що знайдені у Західній та Центральній Австралії. Остання відома жива особина була знайдена у 1901 році, коли упійманий індивід помер у науковій лабораторії Аделаїди. Крім того скелет був виявлений біля міста Калгурлі у 1944 році, і ще один скелет був виявлений в об'їдках сови в 1977 році.